# Xiquets de Reus

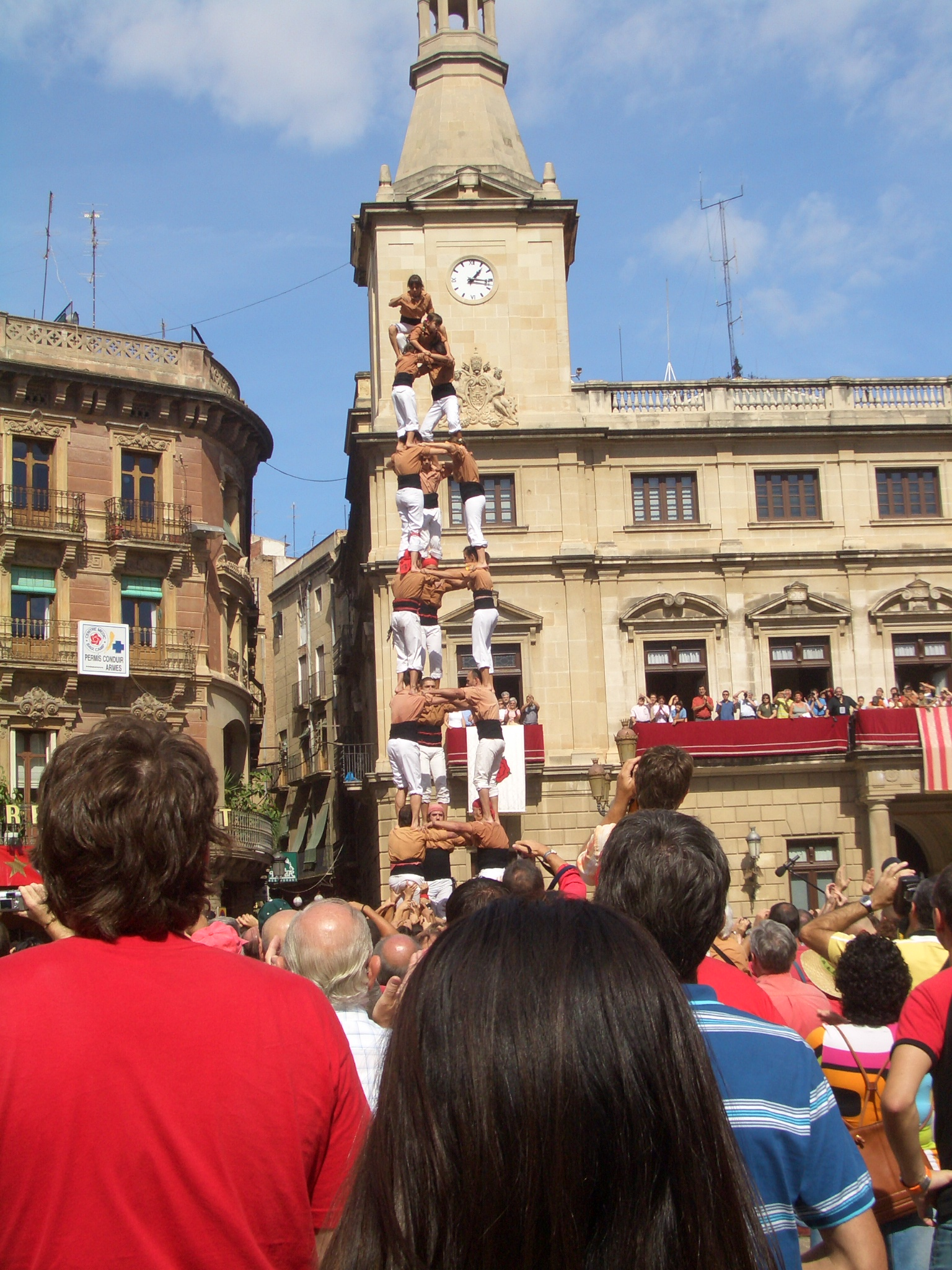
3 de 8 dels Xiquets de Reus al 2005

Els Xiquets de Reus és la colla castellera de la ciutat de Reus. Es va fundar formalment el 18 de novembre de 1981, pel 125è aniversari de l'arribada del ferrocarril a Reus. El color de la seva camisa és marró com l'avellana, fruit sec típic del Baix Camp. El pantaló blanc i la faixa negra formen part de la indumentària castellera.
Xiquets de Reus organitza, de forma bianual i en anys en què no hi ha Concurs de Castells, juntament amb l'Ajuntament de la ciutat la Diada Castellera del Mercadal. Aquesta diada s'ha celebrat des del 1993 i ha comptat sempre amb la participació d'aquelles colles que havien gaudit d'un major rendiment durant la temporada anterior a la seva realització.

## Història
El 1996, la colla afrontà el castell de nou en la celebració dels quinze anys de la colla. El 10 d'agost es carregava finalment el 3 de 9 amb folre, convertint-se així en colla de nou. El castell es descarregaria al concurs de Tarragona on feren la millor actuació, fins aleshores, de la història de la colla, en descarregar el tres de nou juntament amb el 4d8 i el 2d8f.
El 19 de setembre del 2006 la colla va ser distingida amb la Creu de Sant Jordi, en reconeixement de la tasca de difusió del fet casteller en el seu 25è aniversari.
Pel concurs del mateix any, assoleix el dos de vuit folrat que carrega, vuit anys després de l'última aleta a aquesta construcció, i torna a descarregar el tres de vuit, assolint així la vuitena posició.
Al 2012 descarrega el 2d8f després de 12 anys de no fer-ho. El mateix any descarrega el seu primer 5d8 a la Diada de la Colla (castell que només havia coronat el 1996).
El 2013 és un any trampolí pels Xiquets de Reus que recuperen els galons de 9 descarregant el 3d9f en dues ocasions (Diada del Mercadal i Diada de la Colla). Es manté la categoria de 9 fins al 2016, havent carregat en dues ocasions el 4d9f (Diada del Mercadal 2015 i Diada de la Colla del mateix any).
Al concurs del 2018, on actuen per primer cop en dissabte, recuperen la categoria de colles de 9 que havien perdut la temporada anterior, descarregant el dos de vuit amb folre, el tres de nou amb folre i el cinc de vuit. Assolint així la primera posició compartida amb Moixiganguers d'Igualada en la jornada de dissabte i en vuitena posició a la classificació general.

### Temporada 2019
El 2019 (temporada que es veu forçada a acabar abans de finalitzar el calendari casteller per la Sentència que el TSJE dicta contra els presos polítics catalans) els Xiquets de Reus viuen un moment dolç en comparació a la resta de colles de similar nivell (qui pateixen un estancament força pronunciat; de fet, tot el món casteller es veu ressentit d'una davallada força important) assolint tres 3d9f -el més matiner de la història, descarregat per la Diada de Sant Pere, el 22 de juny; a la Diada de Misericòrdia i a la Diada del Mercadal- i carrega, novament, el 4d9f a la mateixa Diada del Mercadal. Per aquest motiu, i sent una de les colles més segures del panorama casteller amb 2 caigudes en tota la temporada (5d8c a Gràcia i 4d9fc), rep el premi de "Colla de la Temporada" per la Revista Castells.

### Temporades 2020-2021
El març de 2020, com la resta de colles del món casteller, es veuen obligats a aturar la seva activitat a causa de la Pandèmia de Covid-19. La poca compatibilitat entre seguir les mesures de seguretat de les autoritats pertinents i l'activitat castellera va suposar que durant més d'un any no hi hagués cap actuació castellera. De fet, una de les primeres diades postpandèmia va ser la Diada del Mercadal, el 3 d'octubre de 2021, en què les colles convidades i l'amfitriona van dur a terme una actuació complerta sota estrictes mesures de seguretat. Els Castellers de Vilafranca van descarregar-hi, entre d'altres, el 4d8, convertint-se així en el primer castell de 8 pisos dut a terme després de la pandèmia.

### Temporada 2022
El 30 de gener de 2022 la colla participà en les Festes Decennals de la Mare de Déu de la Candela, que s’havia de celebrar l’any anterior, però es va cancel·lar a causa de la pandèmia. A diferència de les actuacions típiques castelleres, que consten normalment de tres castells i un pilar (o diversos), en aquesta cita la colla només alçà pilars de quatre. De fet, la trobada va ser dirigida per la tècnica anterior, ja que la nova encara no s’havia format. Tant la tècnica com la junta van marca-se com a objectiu principal recuperar la massa social que s'havia perdut durant la pandèmia.
La temporada 2022 va suposar la represa completa pel que fa al fet casteller. Els de la camisa avellana fan una temporada amb alts i baixos, en la qual les caigudes tenen un impacte molt gran i impedeixen complir amb els objectius marcats. Tot i això, la colla torna a assolir amb facilitat i assiduïtat els castells bàsics de vuit i descarrega fins a dues vegades el 2d8f, concretament a la Diada de Festa Major d’Igualada el 28 d’agost i al Concurs de Castells el 2 d’octubre. En el marc de la XVI Nit de Castells, el casteller i excap de colla Quim Vilafranca rebé el premi a la Trajectòria, el qual reconeix una figura emblemàtica del món casteller que hagi destacat per la seva sòlida i activa trajectòria fent castells. Concretament, la Revista Castells, que atorga el guardó, va premiar Vilafranca per la seva intensa dedicació a la colla, des del compromís, la disreció i l'ambició.

### Temporada 2023
Durant l’any 2023 la massa social de la colla augmentà significativament. Aquest fet va facilitar la possibilitat de plantejar-se el 4d9f per la Diada de Sant Pere, el 17 de juny, que acabà en intent. No serà l’únic castell de nou pisos que intentaran els Xiquets de Reus aquesta temporada. El 2 d’octubre, a la Diada del Mercadal, duran a terme un intent de 3d9f. Tant aquest castell com el 4d9f mencionat anteriorment van caure pocs segons de ser carregats. Malgrat no haver pogut tornar a assolir la categoria de colla de nou pisos, els Xiquets de Reus van descarregar fins a set vegades el 2d8f i van assolir amb assiduïtat els castells de vuit pisos.

### Temporada 2024
El 27 de juliol de 2024 els de la camisa avellana van descarregar per primer cop en la seva història el 7d8. A la diada de Misericòrdia, el 21 de setembre de 2024, van completar el 5d8, castell que no feien des del 2019, abans de la pandèmia. En total, la temporada 2024 va veure fins a tres catedrals avellana. El colofó de la temporada, però, va arribar amb forma de castell de nou. Al XXIX Concurs de Castells, els Xiquets de Reus van descarregar el 3d9f a segona ronda, tornant a assolir d’aquesta manera la categoria de “nou”. Tot i la gran fita, els castellers de Reus van sortir de la TAP amb un regust agredolç, ja que el 2d8f va quedar en carregat.

## Històric de Presidents i Caps de Colla[22]
| ANY  | PRESIDENT          | CAP DE COLLA                  |
| ---- | ------------------ | ----------------------------- |
| 1981 | Enric Cardús       | Rosend Anguera                |
| 1982 | Enric Cardús       | Rosend Anguera                |
| 1983 | Enric Cardús       | Anton M. Ballester            |
| 1984 | Joan Benet         | Anton M. Ballester            |
| 1985 | Joan Benet         | Eduard Galceran               |
| 1986 | Anton M. Ballester | Eduard Galceran               |
| 1987 | Anton M. Ballester | Eduard Galceran               |
| 1988 | Anton M. Ballester | Jordi Bertran                 |
| 1989 | Anton M. Ballester | Jordi Bertran                 |
| 1990 | Enric Valls        | Quim Vilafranca               |
| 1991 | Enric Valls        | Quim Vilafranca               |
| 1992 | Ernest Benach      | Quim Vilafranca               |
| 1993 | Ernest Benach      | Quim Vilafranca               |
| 1994 | Eduard Galceran    | Ernest Benach                 |
| 1995 | Eduard Galceran    | Ernest Benach                 |
| 1996 | Eduard Galceran    | Ernest Benach                 |
| 1997 | Eduard Galceran    | Quim Vilafranca               |
| 1998 | Josep Pàmies       | David Llambrich               |
| 1999 | Joan Ciurana       | Enric Puyuelo                 |
| 2000 | Joan Ciurana       | Enric Puyuelo                 |
| 2001 | Roger Juanpere     | Antoni Cano                   |
| 2002 | Roger Juanpere     | Antoni Cano                   |
| 2003 | Monserrat Plana    | Antoni Cano                   |
| 2004 | Montserrat Plana   | Antoni Cano                   |
| 2005 | Roger Juanpere     | Jordi Peñalver                |
| 2006 | Serafí Prieto      | Jordi Peñalver                |
| 2007 | Serafí Prieto      | Jordi Peñalver                |
| 2008 | Serafí Prieto      | Rafael Llamas                 |
| 2009 | Serafí Prieto      | Rafael Llamas                 |
| 2010 | David Barceló      | Rafael Llamas                 |
| 2011 | Pau Morales        | Roger Ciurana                 |
| 2012 | Pau Morales        | Roger Ciurana                 |
| 2013 | Pau Morales        | Roger Ciurana                 |
| 2014 | Sandra Llauradó    | Oriol Ciurana i Jordi Guarque |
| 2015 | Sandra Llauradó    | Oriol Ciurana i Jordi Guarque |
| 2016 | Sandra Llauradó    | Oriol Ciurana i Jordi Guarque |
| 2017 | Lluís Pallejà      | Toni Rull                     |
| 2018 | Lluís Pallejà      | Toni Rull                     |
| 2019 | Eva Oliva          | Edu Valls i Maria Alegret     |
| 2020 | Eva Oliva          | Edu Valls i Maria Alegret     |
| 2021 | Eva Oliva          | Edu Valls i Maria Alegret     |
| 2022 | Xavi Salvadó       | Joel Reche i Joan Ferran      |
| 2023 | Pep Llauradó       | Oriol Ciurana                 |
| 2024 | Pep Llauradó       | Oriol Ciurana                 |
| 2025 | Aura Altés         | Marina Bertran                |

## Castells en dades
| CASTELL                 | CARREGAT          | DESCARREGAT                       |
| ----------------------- | ----------------- | --------------------------------- |
| Pilar de 4              | -                 | 15/11/1981 (Reus)                 |
| 3 de 6                  | -                 | 28/03/1982 (Reus)                 |
| 4 de 6                  | -                 | 15/11/1981 (Reus)                 |
| 4 de 6 amb el pilar     | -                 | 23/04/1981 (Reus)                 |
| 3 de 6 amb el pilar     | -                 | 08/04/1984 (Reus)                 |
| 5 de 6                  | -                 | 29/06/1983 (Reus)                 |
| 7 de 6                  | -                 | 24/07/2022 (Castellvell del Camp) |
| 3 de 6 aixecat per sota | -                 | 05/06/1982 (La Selva del Camp)    |
| 2 de 6                  | -                 | 23/04/1982 (Reus)                 |
| Pilar de 5              | -                 | 07/02/1982 (L'Aleixar)            |
| 9 de 6                  | -                 | 13/10/1986 (Alcover)              |
| 4 de 7                  | -                 | 25/09/1982 (Reus)                 |
| 3 de 7                  | -                 | 26/06/1983 (Reus)                 |
| 3 de 7 amb el pilar     | -                 | 25/08/1996 (Sitges)               |
| 4 de 7 amb el pilar     | -                 | 24/07/1983 (Tarragona)            |
| 7 de 7                  | -                 | 14/09/2013 (Poboleda)             |
| 3 de 7 aixecat per sota | -                 | 25/09/1987 (Reus)                 |
| 9 de 7                  | -                 | 28/06/2016 (Reus)                 |
| 2 de 7                  | 28/06/1986 (Reus) | 08/08/1987 (Reus)                 |
| 4 de 8                  | 08/08/1987 (Reus) | 13/08/1988 (Reus)                 |
| Pilar de 6              | 11/09/1998 (Reus) | 24/07/2016 (El Catllar)           |
| 3 de 8                  |                   | 27/08/1997 (El Catllar)           |
| 7 de 8                  |                   | 27/07/2024 (Reus)                 |
| 2 de 8 amb folre        | 06/11/1994 (Reus) | 26/08/1995 (El Catllar)           |
| Pilar de 7 amb folre    |                   | 16/10/2016 (Alcover)              |
| 5 de 8                  | 03/11/1996 (Reus) | 03/11/2012 (Reus)                 |
| 4 de 8 amb el pilar     | 29/07/2017 (Reus) |                                   |
| 4 de 9 amb folre        | 03/10/2015 (Reus) |                                   |
| 3 de 9 amb folre        | 10/08/1996 (Reus) | 06/10/1996 (Tarragona)            |